# Toxotes jaculatrix
El pez arquero de bandas (Toxotes jaculatrix) es una especie de pez perciforme del género Toxotes. Es de color plateado y tiene una aleta dorsal hacia el extremo posterior. Tiene marcas distintivas semi-triangulares a lo largo de sus lados.  Es conocido por su capacidad de escupir un chorro de agua para "derribar" a sus presas.  
Se encuentran en aguas del Indo-Pacífico y Oceanía, generalmente en la boca de los ríos, manglares y estuarios. Se mueven entre agua dulce, salada y agua salobre a lo largo de su vida.